# Olympus OM-3
Die Olympus OM-3 kam 1983 auf den Markt und wurde bis 1986 gebaut. Sie war die vollmechanische Nachfolgerin der legendären Olympus OM-1 und die erste Kamera der neuen OM-Generation, zu der auch die Olympus OM-4 und später die Olympus OM-4 Ti und Olympus OM-3 Ti gehörten.
Die OM-3 war die erste vollmechanische Kamera mit Multispotmessung.  Wie ihre Schwesterkamera, die Olympus OM-4 (die zusammen mit ihr 1983 vorgestellt wurde, aber erst 1984 auf den Markt kam) verfügt die OM-3 über ein äußerst ausgeklügeltes Belichtungsmesssystem mit Multi-Spot-Messung. Im Gegensatz zur OM-4 verfügt die OM-3 allerdings nicht über die Blitzmessung auf der Filmebene. Die Blitzlicht-Dosierung muss manuell oder per Lichtsensor im Blitzgerät gesteuert werden. Im Gegensatz zur OM-1 erfolgte die Belichtungsanzeige im Sucher nicht mehr per Nadel, sondern via elektronischer LCD-Balkenanzeige.
Die Kamera benötigt Batteriestrom nur für die Belichtungsmessung und funktioniert auch ohne Strom. Die OM-3-Kamera wurde für professionelle Benutzung konzipiert und entsprechend in ein umfangreiches Zubehörsystem integriert. Aufgrund des hohen Preises und da die Olympus OM-1n weiterproduziert wurde, gelang es der OM-3 nie, sich erfolgreich am Markt zu platzieren. Das erklärt auch die Tatsache, warum der Gebrauchtpreis für eine OM-3 auch heute noch, verglichen mit anderen Kameras, relativ hoch und stabil ist.

## Zubehör

### Kamera-Antriebe
- Motor Drive: Im Olympus OM-System gibt es den Motor Drive 1 und Motor Drive 2. Beide erlauben Filmtransporte bis 5 Bilder/Sekunde. Der Motor Drive 2 bietet darüber hinaus auch eine motorisierte Filmrückspulung. Für die Motor Drives gibt es folgende Energiequellen: NiCd-Pack (15 V), Batteriehandgriff (18 V, für 12 Batterien oder Akkus der Größe AA), Steuergerät mit Netzanschluss.

- Winder: Im Olympus OM-System gibt es den Winder 1 und Winder 2. Der Winder 1 bietet nur Einzelbild-Aufnahmen, während der Winder 2 auch Serienbilder mit bis zu 2,5 Bilder/Sekunde bietet. Automatische Filmrückspulung bieten die Winder nicht.

### Kamera-Rückwände
Die Standard-Rückwand ist gegen folgende Rückwände austauschbar:
- OM-Datenrückwand: eine Rückwand zur Einbelichtung von Datum, Uhrzeit und Belichtungsdaten

- Langfilmmagazine: Magazine 1 und 2 für Filmmaterial für bis zu 250 Aufnahmen.

### Mattscheiben
16 auswechselbare Typen von Mattscheiben, von der Vollmattscheibe bis zur Version mit
Schnittbild bzw. Mikroprismenring. Die Mattscheiben werden durch das Objektivbajonett gewechselt.

### Blitzgeräte
Im Olympus OM-System gibt es mehrere Blitzgeräte mit unterschiedlichen Merkmalen.

### Fernauslösezubehör
Für die Steuerung der OM-3 aus der Entfernung gibt es eine Reihe von Zubehör, wie z. B.  Fernauslösekabel usw.